# Myxobakterie
Myxobakterie (Myxococcales) jsou skupina převážně půdních δ-proteobakterií. Myxobakterie mají v porovnání s ostatními bakteriemi velmi velký genom obsahující přibližně 9–10×106 párů nukleotidů (podle dat z roku 2008 má největší bakteriální genom myxobakterie Sorangium cellulosum se svými 13×106 páry nukleotidů).
Myxobakterie se po substrátu pohybují klouzavým pohybem. Typicky tvoří buněčný val obsahující mnoho buněk, které spolu komunikují pomocí chemických signálů. Tato velká koncentrace buněk je třeba pro zajištění dostatečné koncentrace extracelulárních enzymů využívaných při trávení potravy. Myxobakterie produkují mnoho průmyslově i medicínsky významných chemických látek (některá antibiotikum).

## Životní cyklus
Jestliže myxobakterie trpí nedostatkem potravy, shlukují se do plodniček, které mohou mít různé tvary a barvy. Uvnitř plodniček dochází k přeměně tyčkovitých vegetativních buněk na oblé tlustostěnné myxospory. Tyto myxospory jsou analogické sporám ostatních organizmů a slouží pro přečkání nepříznivých podmínek.